# Дані де Віт
Дані де Віт (нід. Dani de Wit, нар. 28 січня 1998, Горн) — нідерландський футболіст, півзахисник клубу «Бохум».

## Клубна кар'єра
Народився 28 січня 1998 року в місті Горн. Вихованець футбольної школи клубу «Аякс». 3 лютого 2017 в матчі проти «Валвейка» він дебютував у Еерстедивізі за «Йонг Аякс».
На початку 2018 року Дані був включений в заявку основної команди. 25 лютого 2018 року матчі проти АДО Ден Гаг він дебютував у Ередивізі, замінивши у другому таймі Карела Ейтінга. Загалом зіграв за рідний клуб 15 матчів в усіх турнірах, але основним гравцем так і не став, хоча і у 2019 році здобув з командою золотий «требл» — чемпіонат, кубок та суперкубок Нідерландів.
30 серпня 2019 року перейшов до клубу АЗ з Алкмара за 2 млн євро.
У дорослому футболі дебютував 2016 року виступами за команду «Йонг Аякс», в якій провів тридцять сезонів, взявши участь у 53 матчах чемпіонату.
Своєю грою за цю команду привернув увагу представників тренерського штабу клубу «Аякс», до складу якого приєднався 2017 року. Відіграв за команду з Амстердама наступні два сезони своєї ігрової кар'єри.
До складу клубу АЗ приєднався 2019 року і залишався гравцем клубу з Алкмара до кінця сезону 2023/24. Провів у складі АЗ 129 матчів, забив 32 м’ячі. 
3 липня 2024 підписав чотирирічний контракт з німецьким ««Бохумом»», перейшовши до складу клубу з Руру на правах вільного агента.

## Виступи за збірні
2015 року дебютував у складі юнацької збірної Нідерландів (U-17), зігравши того ж року на юнацькому чемпіонаті Європи в Болгарії, де зіграв всі три матчі і віддав гольову передачу в грі проти Англії (1:1), втім «помаранчеві» не вийшли з групи. Згодом зі збірною до 19 років став півфіналістом юнацького чемпіонату Європи 2017 року, що проходив у Грузії. Загалом на юнацькому рівні взяв участь у 39 іграх, відзначившись 6 забитими голами.
Протягом 2018—2019 років залучався до складу молодіжної збірної Нідерландів. На молодіжному рівні зіграв у 18 офіційних матчах, забив 7 голів.

## Статистика виступів

### Статистика клубних виступів
| Сезон                 | Команда               | Чемпіонат             | Чемпіонат | Чемпіонат | Національний кубок | Національний кубок | Національний кубок | Континентальні кубки | Континентальні кубки | Континентальні кубки | Інші змагання | Інші змагання | Інші змагання | Усього | Усього |
| Сезон                 | Команда               | Ліга                  | Ігор      | Голів     | Ліга               | Ігор               | Голів              | Ліга                 | Ігор                 | Голів                | Ліга          | Ігор          | Голів         | Ігор   | Голів  |
| --------------------- | --------------------- | --------------------- | --------- | --------- | ------------------ | ------------------ | ------------------ | -------------------- | -------------------- | -------------------- | ------------- | ------------- | ------------- | ------ | ------ |
| 2016–17               | «Йонг Аякс»           | ЕД (ІІ)               | 4         | 0         | -                  | -                  | -                  | -                    | -                    | -                    | -             | -             | -             | 4      | 0      |
| 2017–18               | «Йонг Аякс»           | ЕД (ІІ)               | 33        | 13        | -                  | -                  | -                  | -                    | -                    | -                    | -             | -             | -             | 33     | 13     |
| 2018–19               | «Йонг Аякс»           | ЕД (ІІ)               | 16        | 5         | -                  | -                  | -                  | -                    | -                    | -                    | -             | -             | -             | 16     | 5      |
| Усього за «Йонг Аякс» | Усього за «Йонг Аякс» | Усього за «Йонг Аякс» | 53        | 18        |                    | -                  | -                  |                      | -                    | -                    |               | -             | -             | 53     | 18     |
| 2017–18               | «Аякс»                | ЕД                    | 1         | 0         | КН                 | 0                  | 0                  | ЛЧ+ЛЄ                | 0+0                  | 0+0                  | -             | -             | -             | 1      | 0      |
| 2018–19               | «Аякс»                | ЕД                    | 2         | 0         | КН                 | 3                  | 0                  | ЛЧ                   | 4                    | 0                    | -             | -             | -             | 9      | 0      |
| Усього за Ajax        | Усього за Ajax        | Усього за Ajax        | 3         | 0         |                    | 3                  | 0                  |                      | 4                    | 0                    |               | -             | -             | 10     | 0      |
| Усього за кар'єру     | Усього за кар'єру     | Усього за кар'єру     | 56        | 18        |                    | 3                  | 0                  |                      | 4                    | 0                    |               | -             | -             | 63     | 18     |

## Титули і досягнення
- Чемпіон Нідерландів (1):

«Аякс»: 2018–19
- Володар Кубка Нідерландів (1):

«Аякс»: 2018–19
- Володар Суперкубка Нідерландів (1):

«Аякс»: 2019